# President- och parlamentsvalet i Kenya 2017
| Den sittande presidenten Uhuru Kenyatta och den främste utmanaren Raila Odinga. |  | Den sittande presidenten Uhuru Kenyatta och den främste utmanaren Raila Odinga. |
| Den sittande presidenten Uhuru Kenyatta och den främste utmanaren Raila Odinga. |  |                                                                                 |

President- och parlamentsvalet i Kenya 2017 hölls som planerat den 8 augusti. Väljarna röstade på president för landet, olika partier och representanter till Senaten och Nationalförsamlingen samt representanter för varje county. Enligt det officiella valresultatet vann den sittande presidenten Uhuru Kenyatta med 54,25 procent. Huvudrivalen Raila Odinga, som framförallt har ett stort stöd hos breda grupper bland de fattiga i landet, fick 44,85 procent. Odinga vägrade dock att erkänna förlusten och hävdade, liksom efter presidentvalet 2013, att betydande valfusk begåtts. Efter några veckor av osäkerhet beslutade valmyndigheten om omval. Det hölls i oktober, och vanns klart av Kenyatta. Odinga bojkottade omvalet.

## Utvecklingen före valet

### Torka, prishöjningar och oro
Kenya, liksom stora delar av Östafrika generellt, drabbades av en torkkatastrof från 2017 och framåt. Under månaderna före valet ökade matpriserna liksom även inflationen. Oron, osäkerheten och spänningen inför valet steg likaså, i synnerhet som många kenyaner hade de blodiga konflikterna och sammandrabbningarna efter valet 2007 i färskt minne.

### Mordet på Msando
Några dagar före valet hittades den kenyanska valmyndighetens IT-chef Chris Msando mördad genom strypning. Dessutom bar kroppen spår av tortyr. Bredvid Msandos kropp låg dessutom ytterligare en död människa, 21-åriga Maryanne Ngumbu. FBI och Scotland Yard erbjöd sig tämligen omedelbart därefter att bistå i utredningen. Till bilden hör att Msando i egenskap av chef vid valmyndigheten före sin död offentligt deklarerat att "valresultatet inte kommer att kunna fifflas bort". Den biometriska röstningstekniken som myndigheten låtit ta fram är tänkt att garantera säkerheten och minimera all risk för valfusk och bedrägeri.

### Barack Obama manar till lugn
Den 7 augusti 2017, en dag före valet, gjorde USA:s före detta president Barack Obama ett uttalande om vikten av att valet måste ske lugnt och att valresultatet måste accepteras.

## Resultat

### President
| Kandidat                           | Medkandidat                        | Parti                              | Röster     | %      |
| ---------------------------------- | ---------------------------------- | ---------------------------------- | ---------- | ------ |
| Uhuru Kenyatta                     | William Ruto                       | Jubilee Party of Kenya             | 8 162 678  | 54,26  |
| Raila Odinga                       | Kalonzo Musyoka                    | National Super Alliance            | 6 746 359  | 44,85  |
| Joseph Nyagah                      | Moses Marango                      | Independent                        | 37 650     | 0,25   |
| Abduba Dida                        | Titus Ngetuny                      | Alliance for Real Change           | 37 162     | 0,25   |
| Ekuru Aukot                        | Emmanuel Nzai                      | Thirdway Alliance Kenya            | 27 212     | 0,18   |
| Japheth Kaluyu                     | Muthiora Kariara                   | Independent                        | 11 589     | 0,08   |
| Cyrus Jirongo                      | Joseph Momanyi                     | United Democratic Party            | 11 204     | 0,07   |
| Michael Mwaura                     | Miriam Mutua                       | Independent                        | 8 813      | 0,06   |
| Ogiltiga/blanka röster             | Ogiltiga/blanka röster             | Ogiltiga/blanka röster             | 407 811    | –      |
| Totalt                             | Totalt                             | Totalt                             | 15 450 478 | 100,00 |
| Registrerade väljare/valdeltagande | Registrerade väljare/valdeltagande | Registrerade väljare/valdeltagande | 19 743 716 | 78,26  |
| Källa: IEBC (99,03 % räknade)      |                                    |                                    |            |        |

Trots att valprognoserna tydde på ett jämnt val mellan huvudkonkurrenterna Kenyatta och Odinga blev det officiella resultatet en seger med tio procents övervikt för Kenyatta.

### Senaten
Valet till Senaten blev ett historiskt val beträffande den kvinnliga representationen. Detta eftersom det var första gången som kvinnliga kandidater blev invalda genom röstningen. De tre kvinnor som kom in tack vare högt lokalt stöd från sina respektive distrikt var: Margaret Kamar (Uasin Gishu), Susan Kihika (Nakuru) och Fatuma Dullo (Isiolo).

## Reaktioner

### Inrikes
Oppositionsledaren Raila Odinga hävdar att valet hackats, det vill säga att hackare påverkat siffrorna, och att det således är ett fejkval och ett bedrägeri. Chefen för Kenyas valkommission har dock tillbakavisat dessa anklagelser.

### Utrikes
EU:s valobservatörer har gett valprocessen sitt godkännande, men även uttryckt kritik över det stora antalet ogiltiga valsedlar.

## Dödsfall i anslutning till valet och protesterna
Den 13 augusti meddelade polisen att 16 personer dödats i samband med de demonstrationer och strider som uppstod efter valet.